# Contrisson
Contrisson és un municipi francès situat al departament del Mosa i a la regió del Gran Est. L'any 2007 tenia 726 habitants.

## Demografia

### Població
El 2007 la població de fet de Contrisson era de 726 persones. Hi havia 270 famílies, de les quals 60 eren unipersonals (36 homes vivint sols i 24 dones vivint soles), 93 parelles sense fills, 105 parelles amb fills i 12 famílies monoparentals amb fills.
La població ha evolucionat segons el següent gràfic:
Habitants censats

### Habitatges
El 2007 hi havia 315 habitatges, 277 eren l'habitatge principal de la família, 8 eren segones residències i 30 estaven desocupats. 293 eren cases i 19 eren apartaments. Dels 277 habitatges principals, 216 estaven ocupats pels seus propietaris, 53 estaven llogats i ocupats pels llogaters i 7 estaven cedits a títol gratuït; 2 tenien una cambra, 7 en tenien dues, 30 en tenien tres, 74 en tenien quatre i 164 en tenien cinc o més. 217 habitatges disposaven pel capbaix d'una plaça de pàrquing. A 109 habitatges hi havia un automòbil i a 138 n'hi havia dos o més.

### Piràmide de població
La piràmide de població per edats i sexe el 2009 era:
| Homes | Edats   | Dones |
| ----- | ------- | ----- |
| 0     | 95 o +  | 0     |
| 0     | 90 a 94 | 0     |
| 0     | 85 a 89 | 8     |
| 8     | 80 a 84 | 8     |
| 0     | 75 a 79 | 8     |
| 8     | 70 a 74 | 8     |
| 8     | 65 a 69 | 16    |
| 12    | 60 a 64 | 16    |
| 28    | 55 a 59 | 24    |
| 32    | 50 a 54 | 36    |
| 28    | 45 a 49 | 16    |
| 16    | 40 a 44 | 28    |
| 20    | 35 a 39 | 24    |
| 24    | 30 a 34 | 16    |
| 32    | 25 a 29 | 28    |
| 20    | 20 a 24 | 28    |
| 44    | 15 a 19 | 24    |
| 24    | 10 a 14 | 44    |
| 24    | 5 a 9   | 4     |
| 16    | 0 a 4   | 20    |

## Economia
El 2007 la població en edat de treballar era de 488 persones, 356 eren actives i 132 eren inactives. De les 356 persones actives 329 estaven ocupades (190 homes i 139 dones) i 27 estaven aturades (15 homes i 12 dones). De les 132 persones inactives 43 estaven jubilades, 42 estaven estudiant i 47 estaven classificades com a «altres inactius».

### Ingressos
El 2009 a Contrisson hi havia 293 unitats fiscals que integraven 779,5 persones, la mediana anual d'ingressos fiscals per persona era de 17.585 €.

### Activitats econòmiques
Dels 16 establiments que hi havia el 2007, 3 eren d'empreses de fabricació d'altres productes industrials, 2 d'empreses de construcció, 4 d'empreses de comerç i reparació d'automòbils, 2 d'empreses de transport, 1 d'una empresa d'hostatgeria i restauració, 1 d'una empresa d'informació i comunicació, 2 d'entitats de l'administració pública i 1 d'una empresa classificada com a «altres activitats de serveis».
Dels 4 establiments de servei als particulars que hi havia el 2009, 1 era una oficina de correu, 1 fusteria, 1 electricista i 1 perruqueria.
L'únic establiment comercial que hi havia el 2009 era una botiga de més de 120 m².
L'any 2000 a Contrisson hi havia 10 explotacions agrícoles que ocupaven un total de 388 hectàrees.

## Equipaments sanitaris i escolars
L'únic equipament sanitari que hi havia el 2009 era una ambulància.
El 2009 hi havia una escola elemental.

## Poblacions més properes
El següent diagrama mostra les poblacions més properes.